# Histoire de notre Bretagne
Histoire de notre Bretagne est un livre écrit par Jeanne Coroller-Danio ayant pour sujet l'histoire de la Bretagne. Il est accompagné d'illustrations de Jeanne Malivel, et opte pour une approche relevant du nationalisme breton.
Le livre se focalise essentiellement sur les grandes périodes historiques de conflit entre la Bretagne et la France, un angle motivé par les convictions indépendantistes (ou panceltiques) de son auteur.

## Sources
- Denise Delouche, « L’union de la Bretagne à la France : deux interprétations au xxe siècle », dans Jean-Christophe Cassard, Yves Coativy, Alain Gallicé et Dominique Le Page, Le prince, l'argent, les hommes au Moyen Âge : Mélanges offerts à Jean Kerhervé, Rennes, Presses universitaires de Rennes, 2008 (ISBN 9782753506022, lire en ligne), p. 625-639